# Plus500
Plus500 es una empresa financiera internacional que provee servicios de negociación en línea en contratos por diferencia (CFD), en más de 2000 valores y múltiples clases de activos. La empresa tiene filiales en el Reino Unido, Chipre, Australia, Singapur, Israel y Bulgaria.  Plus500 está autorizada y regulada por la Autoridad de Conducta Financiera (FCA), la Comisión de Valores y Bolsa de Chipre (CySEC), la Comisión Australiana de Valores e Inversiones (ASIC), la Autoridad Monetaria de Singapur (MAS) y la Autoridad de Valores de Israel (ISA). Cotiza en la Bolsa de Valores de Londres y es un constituyente del índice FTSE 250.

## Historia
La empresa fue fundada en 2008 por seis exalumnos del Technion - Instituto Tecnológico de Israel: Gal Haber, Alon Gonen, Elad Ben-Izhak, Shlomi Weizmann, Omer Elazari y Shimon Sofer, con una inversión inicial de 400 000 $, aportados por Gonen.
En julio de 2013, Plus500 cotizó acciones en el mercado AIM de la Bolsa de Londres, bajo el símbolo PLUS, y comenzó a cotizar públicamente el 22 de julio de 2013, recaudando hasta 75 millones de dólares, lo que situó la capitalización de mercado de la empresa en 200 millones de dólares.
En 2016, la filial operativa israelí de la empresa, Plus500IL Ltd, fue una de las pocas empresas a las que la Autoridad de Valores de Israel (ISA) le otorgó una licencia de Arena de negociación[cita requerida].
A principios de diciembre de 2017, la Autoridad Monetaria de Singapur (MAS) otorgó a Plus500SG Pte Ltd, la filial de Plus500 en Singapur, una licencia de servicios de mercados de capital para negociar valores y la negociación apalancada de divisas.
En 2018, las acciones de Plus500 se cotizaron en el mercado principal de la Bolsa de Londres y posteriormente ese mismo año, la empresa se unió al índice FTSE 250.

## Regulación
Plus500 Ltd opera su servicio de CFD a través de varias filiales: Plus500UK Ltd, que está autorizada y regulada por la Autoridad de Conducta Financiera (FCA), FRN 509909; Plus500CY Ltd, que está autorizada y regulada por el número de registro SEC 250/14 de la Comisión de Bolsa y Valores de Chipre (CySEC); Plus500IL Ltd, que está autorizada y regulada por la Autoridad de Valores de Israel y Plus500SG, regulada por la Autoridad Monetaria de Singapur (MAS), Licencia n.º CMS100648-1 y Plus500AU Pty Ltd AFSL #417727, emitida por la Comisión Australiana de Valores e Inversiones (ASIC). Además, Plus500AU Pty Ltd está autorizada a proveer sus servicios por la FMA en Nueva Zelanda (FSP n.º 486026) y la FSCA en Sudáfrica (#47546).

## Patrocinios
Para complementar sus esfuerzos de tecnología de marketing online, en enero de 2015, Plus500 firmó un acuerdo de patrocinio con el Atlético de Madrid. Más tarde ese año, Plus500 se convirtió en el patrocinador principal del club.  Además, en diciembre de 2016, Plus500 se convirtió en el patrocinador principal del Brumbies, un equipo australiano de rugby profesional. En 2020, Plus500 firmó acuerdos de patrocinio con tres clubes de fútbol: El gran campeón actual de la Superliga Suiza, BSC Young Boys, Campeones de Polonia Legia Varsovia, y el club italiano Atalanta B.C..